# Marquis Haynes
Marquis Jacori Haynes (Jacksonville, Florida, 16 de diciembre de 1993) más conocido como Marquis Haynes, es un jugador profesional estadounidense de fútbol americano que se desempeña en la posición de linebacker en Carolina Panthers, equipo de la National Football League (NFL).

## Carrera
Fue seleccionado en la cuarta ronda en la Reunión Anual de Selección de Jugadores de la NFL de 2018. Hizo su debut profesional con el equipo Carolina Panthers, donde lleva jugando seis temporadas.